# Flaucourt
Flaucourt é uma comuna francesa na região administrativa de Altos da França, no departamento de Somme. Estende-se por uma área de 7,36 km². Em 2010 a comuna tinha 295 habitantes (densidade: 40,1 hab./km²).